# Robbert Damen
Robbert Damen (Noordwijkerhout, 1971) is een Nederlandse illustrator. Sinds 1998 werkt hij zelfstandig en illustreert hij voor onder meer de Taptoe, Eppo en Donald Duck. Ook maakt hij illustraties voor kinderboeken en samenleesboeken en werkt hij voor diverse educatieve uitgeverijen.